# دهستان فتح‌آباد (کوار)
دهستان فتح‌آباد یکی از دهستان‌های شهرستان کوار در استان فارس ایران است. این دهستان در بخش طسوج قرار دارد و براساس سرشماری مرکز آمار ایران در سال ۱۳۹۵، جمعیت آن ۱۱۹۶۰ نفر (در ۳۲۶۷ خانوار) بوده‌است.